# Mazurska Noc Kabaretowa

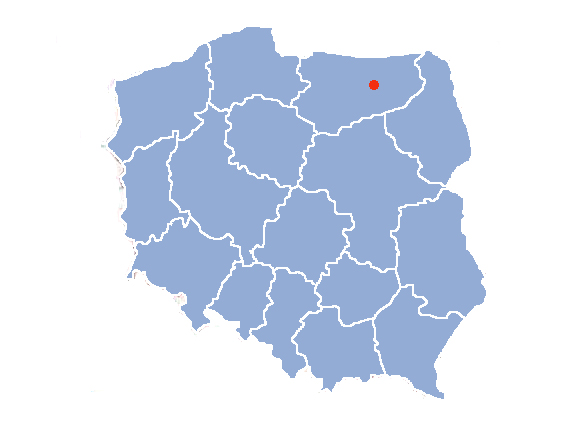
Mrągowo na mapie Polski

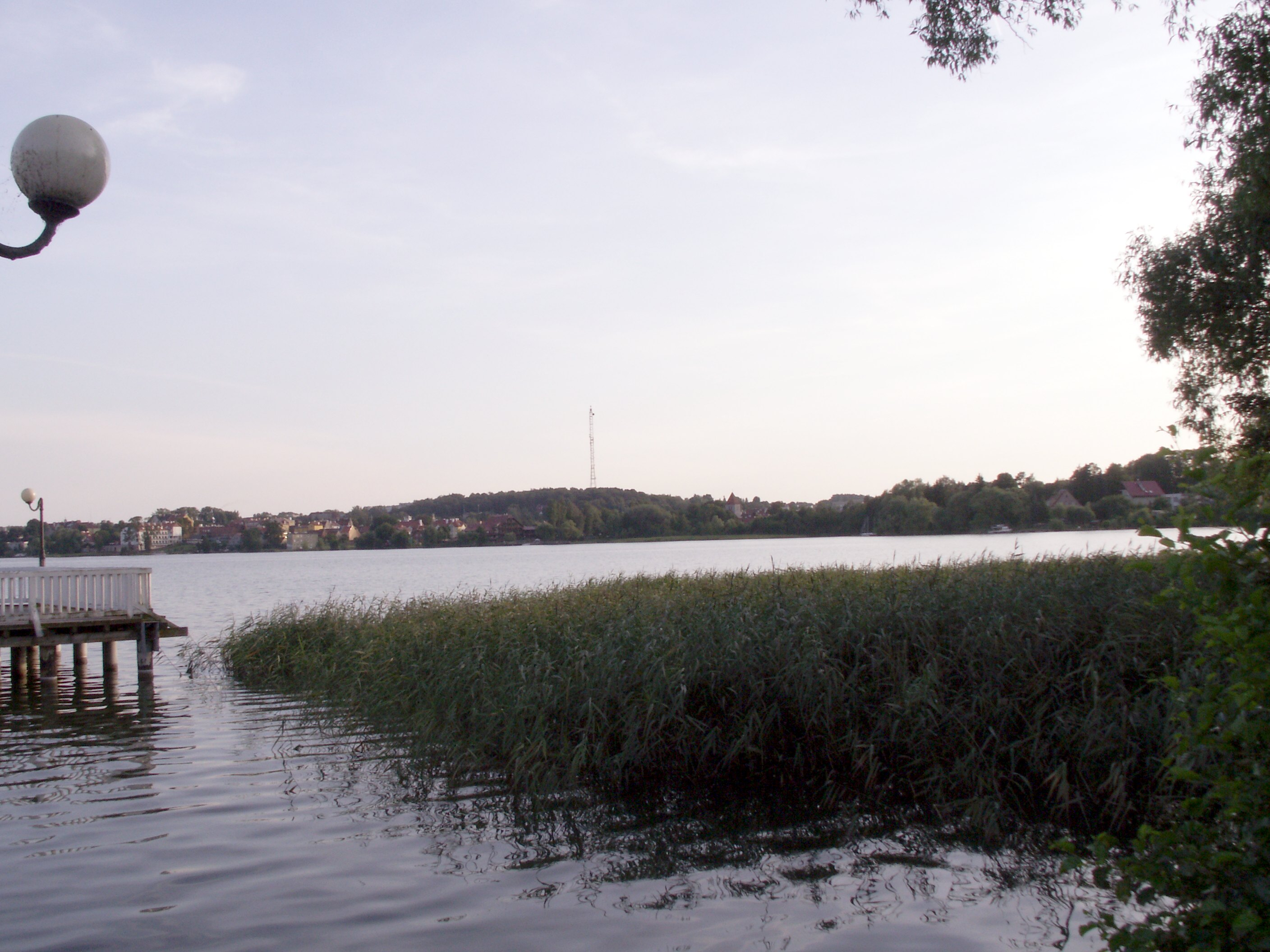
Jezioro Czos, nad którym odbywa się corocznie Mazurska Noc Kabaretowa

Mazurska Noc Kabaretowa – impreza kabaretowa odbywająca się w pierwszej połowie lipca w mrągowskim amfiteatrze nad jeziorem Czos. Biorą w niej udział wykonawcy z całej Polski. W latach 1999–2003 impreza odbywała się pod nazwą "Mazurska Biesiada Kabaretowa". 
Organizatorem Mazurskiej Nocy Kabaretowej jest Stowarzyszenie Promocji Sztuki Kabaretowej PAKA. Spektakl w latach 1999–2016 i ponownie od 2025 transmituje TVP 2. W latach 2017–2018 kabareton pokazała TV Puls. W 2019 roku imprezę transmitowała telewizja Polsat. W latach 2021-2024 była transmitowana w TV Puls.

## Edycje festiwalu
Co roku imprezie towarzyszy inna myśl przewodnia, której dotyczą skecze i piosenki. Dotychczasowe tematy Mazurskiej Nocy to:
- 1999 (16 lipca) – I Noc Kabaretowa: Mazurska Noc Kabaretowa, czyli co każdy satyryk wiedzieć powinien[4]
- 2000 (15 lipca) – II Noc Kabaretowa: Gdzie jest Wielki Mistrz[5]
- 2001 (14 lipca) – III Noc Kabaretowa: Baby górą
- 2002 (13 lipca) – IV Noc Kabaretowa: Moja drogo ja cię kocham
- 2003 (12 lipca) – V Mazurska Olimpiada Kabaretowa: Śmiej się kibicu
- 2004 (10 lipca) – VI Noc Kabaretowa: K – jak kabaret
- 2005 (16 lipca) – VII Noc Kabaretowa: Kabaret bez granic[6]
- 2006 (15 lipca) – VIII Noc Kabaretowa: Misja Sójka
- 2007 (14 lipca) – IX Noc Kabaretowa: Dwójki, pary i duety
- 2008 (5 lipca) – X Noc Kabaretowa: Rodzina rządzi - wystąpili m.in. Neo-Nówka, Kabaret Paranienormalni, Łowcy.B, Kabaret Młodych Panów, Kabaret pod Wyrwigroszem, Kabaret Ani Mru-Mru, Grupa Rafała Kmity
- 2009 (4 lipca) – XI Noc Kabaretowa: Hello Poland[7] - wystąpili: Kabaret Moralnego Niepokoju, Neo-Nówka, Kabaret pod Wyrwigroszem, Grupa MoCarta, Ireneusz Krosny, Kabaret Limo, Kabaret Młodych Panów, Formacja Chatelet, Kabaret Nowaki, Kabaret Czesuaf, Kabaret Skeczów Męczących, Jacek Ziobro
  - Prowadzenie:
    - Robert Górski
    - Marcin Wójcik
- 2010 (17 lipca) – XII Noc Kabaretowa: Tropiciele talentów - wystąpili m.in. Kabaret Koń Polski, Kabaret Skeczów Męczących, Kabaret Młodych Panów, Kabaret Smile, Kabaret pod Wyrwigroszem, Grupa MoCarta, Kabaret Nowaki, Kabaret Chyba, Łowcy.B, Kabaret Dno, Kabaret Czesuaf, Katarzyna Zielińska, Sonia Bohosiewicz
  - Prowadzenie:
    - Robert Górski
    - Mikołaj Cieślak
- 2011 (9 lipca) – XIII Noc Kabaretowa: W górę smyki - wystąpili m.in.: Kabaret Hrabi, Grupa MoCarta, Łowcy.B, Kabaret Limo, Ireneusz Krosny, Kabaret Smile, Artur Andrus
  - Prowadzenie:
    - Artur Andrus,
    - Grupa MoCarta
- 2012 (14 lipca) – XIV Noc Kabaretowa: Kabaret dla każdego - wystąpili: Kabaret pod Wyrwigroszem, Kabaret Limo, Kabaret Rak, Ireneusz Krosny, Marcin Daniec, Łowcy.B, Kacper Ruciński, Kabaret Jurki, Kabaret Młodych Panów, Tomasz Jachimek, Kabaret Nowaki, Grupa MoCarta
  - Prowadzenie:
    - Kabaret Limo,
    - Kabaret Rak,
    - Kabaret Młodych Panów
- 2013 (13 lipca) – XV Jubileuszowa Mazurska Noc Kabaretowa[8] - wystąpili: Kabaret pod Wyrwigroszem, Kabaret Skeczów Męczących, Kabaret Smile, Kabaret Nowaki, Łowcy.B, Kabaret K2, Grupa Rafała Kmity, Kabaret Elita, Ireneusz Krosny, Marcin Daniec, Artur Andrus, Kacper Ruciński
  - Prowadzenie:
    - cz. 1 Artur Andrus,
    - cz. 2 Marcin Daniec,
    - cz. 3 Mariusz Kałamaga,
    - cz. 4 Marcin Daniec i Mariusz Kałamaga

- 2014 (19 lipca) – XVI Mazurska Noc Kabaretowa czyli Seks, sport i chwila relaksu - wystąpili: Kabaret Ani Mru-Mru, Kabaret Młodych Panów, Kabaret Smile, Kacper Ruciński, Kabaret Nowaki, Kabaret Jurki, Ireneusz Krosny, Kabaret Limo, Kabaret K2.
  - Prowadzenie:
    - Kabaret Ani Mru-Mru
- 2015 (11 lipca) – XVII Mazurska Noc Kabaretowa - wystąpili: Kabaret Ani Mru-Mru, Kabaret Młodych Panów, Kabaret Smile, Marcin Daniec, Kabaret Jurki, Ireneusz Krosny, Kabaret Zachodni, Ewa Błachnio, Fair Play Crew.
  - Prowadzenie:
    - Kabaret Smile.
- 2016 (9 lipca) – XVIII Mazurska Noc Kabaretowa "Moda na swetry" - wystąpili: Kabaret Młodych Panów, Kabaret Smile, Łowcy.B, Kabaret K2, Ireneusz Krosny, Kabaret Chyba, Krzysztof Piasecki, Katarzyna Zielińska, Marzena Rogalska, Fair Play Crew, Kabaret Czołówka Piekła, Wojciech Fiedorczuk, Kabaret Budapesz, Szymon Łątkowski.
  - Prowadzenie
    - Łowcy.B
- 2017 (8 lipca) – XIX Mazurska Noc Kabaretowa "Na Fali" - wystąpili: Kabaret Ani Mru-Mru, Kabaret pod Wyrwigroszem, Ireneusz Krosny, Jerzy Kryszak, Formacja Chatelet, Katarzyna Pakosińska, Kabaret Ciach, Kabaret Jurki, Artur Andrus, Ewa Błachnio, Muzykanty, Antoni Gorgoń Grucha, Sekcja Muzyczna Kołłątajowskiej Kuźni Prawdziwych Mężczyzn
  - Prowadzenie:
    - cz. 1 Artur Andrus
    - cz. 2 Jerzy Kryszak
    - cz. 3 Beata Rybarska, Barbara Tomkowiak, Agnieszka Litwin-Sobańska, Katarzyna Pakosińska, Małgorzata Czyżycka, Ewa Błachnio
    - cz. 4 Kabaret pod Wyrwigroszem
- 2018 (7 lipca) – XX Mazurska Noc Kabaretowa "Niech żyje widz!" - wystąpili: Kabaret Moralnego Niepokoju, Kabaret Ani Mru-Mru, Artur Andrus, Jerzy Kryszak, Grupa MoCarta, Kabaret Paranienormalni, Kabaret pod Wyrwigroszem, Fair Play Crew, Sekcja Muzyczna Kołłątajowskiej Kuźni Prawdziwych Mężczyzn, Kabaret Chyba, Grzegorz Dolniak[9]
  - Prowadzenie:
    - Marcin Wójcik
    - Robert Górski.
- 2019 (6 lipca) – XXI Mazurska Noc Kabaretowa "Mazurska jest kobietą!"[2] - wystąpili: Neo-Nówka, Olga Łasak, Chyba, Ani Mru-Mru, Aleksandra Szwed, Ewa Błachnio, Katarzyna Pakosińska, Fifa-Rafa, Kałasznikof, Czołówka Piekła, zespoły: The Jobers i Żarówki.
  - Prowadzenie:
    - Kabaret Paranienormalni.
- 2021 (10 lipca) – 22. Mazurska Noc Kabaretowa - wystąpili: Artur Andrus, Kabaret Małżeński, Kabaret Kałasznikof, Antoni Gorgoń-Grucha, Kabaret pod Wyrwigroszem, Kabaret Jurki, Kabaret Chyba, Paranienormalni, Katarzyna Pakosińska, Katarzyna Bujakiewicz.
  - Prowadzenie:
    - Agnieszka Litwin
    - Piotr Gumulec
- 2022 (9 lipca) – 23. Mazurska Noc Kabaretowa - wystąpili: Kabaret Ani Mru-Mru, Katarzyna Bujakiewicz, Chyba, Kabaret Czesuaf, Fair Play Crew, Klaudia Halejcio, Kabaret Jurki, Andrzej Kozłowski, Kabaret Paranienormalni, Łukasz Żak.
  - Prowadzenie:
    - Marcin Wójcik
    - Piotr Gumulec
- 2023 (8 lipca) – 24. Mazurska Noc Kabaretowa - wystąpili: Paranienormalni, Katarzyna Pakosińska, Marcin Daniec, Andrzej Kozłowski, Barbara Kurdej-Szatan, Chyba, Kabaret K2, Kabaret Czesuaf, Adam Snopek, Fair Play Crew.
  - Prowadzenie:
    - Kabaret Paranienormalni.
- 2024 (24 sierpnia) - Jubileuszowa 25 . Mazurska Noc Kabaretowa - wystąpili: Ani Mru-Mru, Paranienormalni, Kabaret pod Wyrwigroszem, Michał Czernecki, Michał Paszczyk, Katarzyna Zielińska, Kabaret Chyba, Kabaret Ciach, Kabaret Zachodni, Ola Radomska, Bartosz Gajda.
  - Prowadzenie:
    - Marcin Wójcik
- 2025 (4 lipca) - 26. Mazurska Noc Kabaretowa - wystąpili: Paranienormalni, Grupa MoCarta, Kabaret Zachodni, Bartosz Gajda, Kabaret Chyba, Andrzej Kozłowski, Zdolni i Skromni, Grupa Rafała Kmity, Kabaret Czwarta Fala
  - Prowadzenie:
    - Katarzyna Pakosińska
    - Artur Andrus